# Liu Yang (friidrottare)
Liu Yang, född 4 januari 1986, är en friidrottare från Kina. Han deltog vid olympiska sommarspelen 2004.